# Prothoe niasica
Prothoe niasica är en fjärilsart som beskrevs av Johannes Karl Max Röber 1894. Prothoe niasica ingår i släktet Prothoe och familjen praktfjärilar. Inga underarter finns listade i Catalogue of Life.